# Yan Zibei
Yan Zibei (chinesisch 闫子贝, * 12. Oktober 1995 in Xiangyang) ist ein chinesischer Schwimmer.

## Karriere
Yan Zibei belegte bei den Olympischen Sommerspielen 2016 in Rio de Janeiro den 28. Platz im Wettkampf über 100 m Brust. Bei den Weltmeisterschaften 2017 gewann er mit der chinesischen Mixed-Staffel Bronze über 4 × 100 m Lagen. Im Folgejahr siegte Yan mit der chinesischen Mixed- und Herren-Staffel bei den Asienspielen über 4 × 100 m Lagen. Neben diesen beiden Goldmedaillen gewann er zudem Silber über 50 und 100 m Brust. 2019 folgte WM-Bronze über 100 m Brust. Am 1. Oktober 2020 stellte Yan mit der chinesischen Mixed-Staffel mit einer Zeit von 3:38,41 min einen neuen Weltrekord über 4 × 100 m Lagen auf. Bei den Olympischen Sommerspielen 2020 in Tokio, die aufgrund der COVID-19-Pandemie im Jahr 2021 ausgetragen wurden, gewann Yan mit der chinesischen Mixed-Staffel im Wettkampf über 4 × 100 m Lagen Silber. Zudem wurde er Sechster im Wettkampf über 100 m Brust und Achter mit der Staffel über 4 × 100 m Lagen der Männer.
Bei den Weltmeisterschaften 2022 und 2023 blieb Yan ohne Medaillen.